# Porta PS/2
La porta PS/2 è un connettore mini-DIN a 6 pin utilizzato per connettere mouse e tastiera ad un personal computer IBM compatibile. Il nome deriva dalla serie di IBM Personal System/2, immessa sul mercato nel 1987. La porta PS/2 per i mouse ha soppiantato l'interfaccia RS-232, mentre quella per le tastiere ha sostituito il connettore DIN a 5 pin (versione 180º) utilizzata nei computer IBM AT.
A partire dal 2000, però, le porte PS/2 sono considerate come legacy port, essendo state gradualmente rimpiazzate dalle porte USB per il collegamento di mouse e tastiere nei computer.

## Codici dei colori

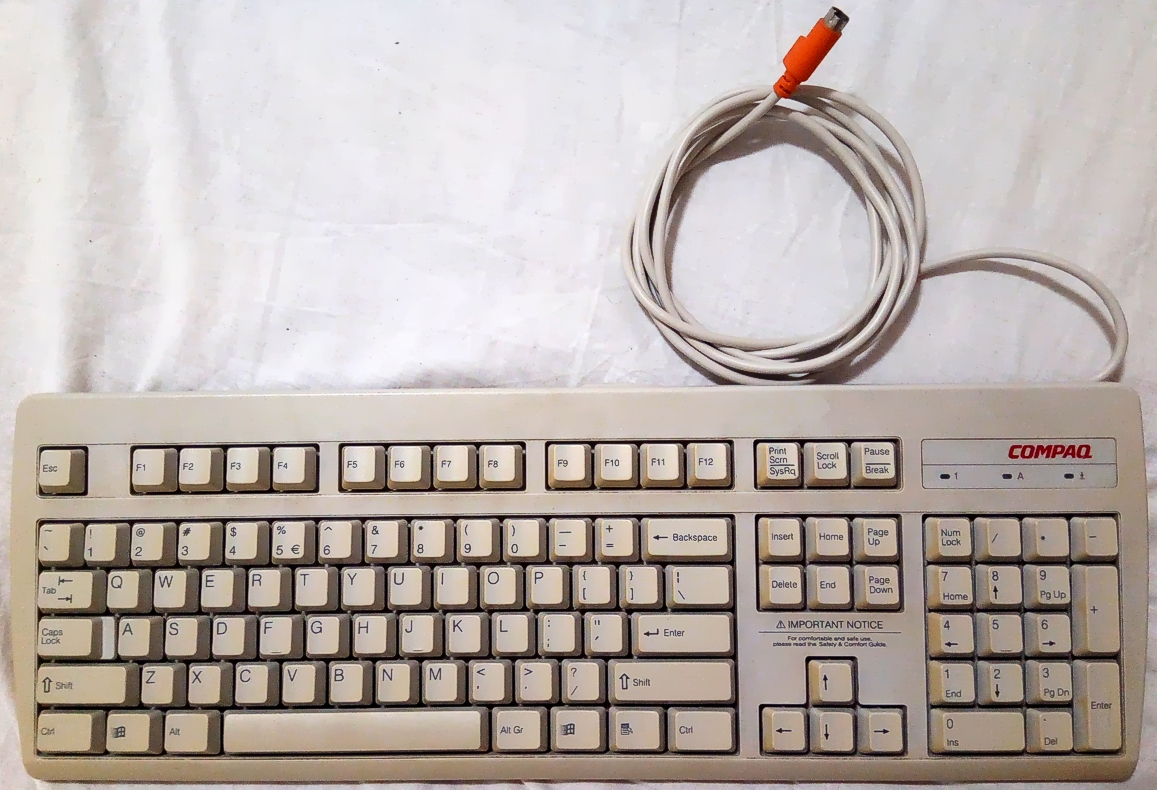
Tastiera con connettore PS/2 di colore arancione non standard (il colore standard è il viola)

In origine i connettori PS/2 erano di colore nero oppure avevano lo stesso colore del cavo di connessione (principalmente il bianco). Successivamente lo standard PC 97 ha introdotto un codice di colori: per le porte e gli spinotti di connessione delle tastiere venne assegnato il colore viola, mentre per quelli dei mouse fu scelto il colore verde (alcuni fornitori inizialmente utilizzavano un codice colore diverso; Logitech e Compaq hanno utilizzato il colore arancione per il connettore della tastiera per un breve periodo). I pin di entrambi i connettori sono uguali, ma la maggior parte dei computer non riconoscono i dispositivi collegati nella porta sbagliata.
| Colore | Colore | Dispositivo |
| ------ | ------ | ----------- |
|        | Viola  | Tastiera    |
|        | Verde  | Mouse       |

## Touchpad
La proprietà hardware descritta dai driver dei touchpad rivelano che la connessione con la scheda madre del notebook è supportato da una porta di tipo PS/2. Ovviamente, in questo caso non vi è alcun connettore fisico PS/2 del tipo descritto in questa voce sebbene la connessione logica (ovvero software) segue esattamente un protocollo PS/2.
Il connettore del cavetto che collega il dispositivo alla scheda madre è normalmente la piattina FFC (cavo a nastro sottile) che non ha la forma del connettore PS/2 tondo con pin.

## Tecnologia
L'interfaccia del controller PS/2 è costituita dal clock della PS/2, dagli ingressi dati PS/2 e da due porte dati a 8 bit. Una delle porte dati a 8 bit viene utilizzata per inviare comandi al dispositivo PS/2 (mouse o tastiera), l'altra per ricevere dati dal dispositivo PS/2. Sono inoltre previsti segnali di controllo per indicare l'arrivo di un nuovo comando dal dispositivo PS/2 e lo stato della trasmissione del comando al dispositivo PS/2. Il controllo temporale necessario per la comunicazione PS/2 è gestito dal controller.